# José Leclerc
Pour les articles homonymes, voir Leclerc.
José Ramon Leclerc (né le 19 décembre 1993 à Esperanza, République dominicaine) est un lanceur de relève droitier des Rangers du Texas de la Ligue majeure de baseball.

## Carrière
José Leclerc signe son premier contrat professionnel avec les Rangers du Texas en décembre 2010.
Il fait ses débuts dans le baseball majeur avec les Rangers le 6 juillet 2016. En 12 matchs et 15 manches lancées pour Texas à sa première année, il n'accorde que 3 points mérités et réussit 15 retraits sur des prises. 
Il commence la saison 2017 au sein du personnel de releveurs des Rangers et réussit son premier sauvetage dans les majeures le 12 avril face aux Angels de Los Angeles.